# Sebastian Wolter
Sebastian „Busty“ Wolter (* 8. Juni 1977 in Berlin) ist ein deutscher Freestyle Motocrosser. Er war einer der Mitbegründer der deutschen FMX-Szene und hat sie seither stark geprägt.
Sebastian Wolter wuchs in Berlin auf und fing mit 12 Jahren an Motocross zu fahren. Sein erstes Rennen war in Ahrenshöf bei Husum im April 1989. Seinen ersten Erfolg feierte er 1991, als er bei den Jugendmeisterschaften 80cc fünfter wurde. 1992 wurde er Norddeutscher Meister in der 125cc Klasse. 1994 machte er den dritten Platz beim DMSB-Cup. 1995 erhielt er seine internationale Lizenz in der 250cc Klasse.
1996 wurde Busty Fünfter in der Deutschen 500 cm³-Meisterschaft und qualifizierte sich für die Weltmeisterschaften. 1997 erlitt Busty eine Schulterverletzung, konnte danach aber Top-3-Resultate in der Deutschen 500 cm³-Klasse erreichen und sich wiederum für die Weltmeisterschaften qualifizieren. Jedoch entschied er sich dann aufgrund seiner Schulterverletzung in Zukunft erst einmal nur noch Enduro zu fahren.
1998 wurde er Deutscher Vizemeister in der 400 cm³-4Takt-Klasse und gewann bei der Internationalen Sechstagefahrt als Mitglied der Junior-Trophy eine Goldmedaille.
1999 wurde er wiederum Deutscher Vizemeister in der 400 cm³-4Takt-Klass und Siebter beim Weltmeisterschaftslauf in der Tschechischen Republik.
1999 nahm er dann am ersten FMX-Event in Deutschland, dem AIR-Cross FMX, teil und gewann dieses auch sogleich. 2009 erhielt er den Publikumspreis als Bester FMXer des Jahres der Action Sports Awards.